# 高华里 (西城区)
高华里，是位于北京市西城区中部的一条胡同。现已无存。

## 简介
高华里为曲折走向，东到二龙路，西到太平桥大街，北到辟才胡同，南到太平桥东街。全长380米，平均宽4米。清朝这里泛称猪尾大坑和高岔。1911年之后，改称高岔拉，后改高华里。2000年代拆除，建成中海凯旋。
1923年10月，齐白石从三道栅栏迁居高华里，居住三年，直到1926年冬迁居跨车胡同的新家。